# Carl Jenkinson
Carl Daniel Jenkinson (Harlow, 8 februari 1992) is een Engels-Fins voetballer die doorgaans als verdediger speelt. Hij verruilde Arsenal in augustus 2019 voor Nottingham Forest.
Jenkinson speelde vanaf 2000 in de jeugd bij Charlton Athletic. Door die club werd hij in 2010 verhuurd aan Eastbourne Boroug en Welling United voor hij in december van dat jaar voor Charlton debuteerde. Hij kwam hier tot 8 competitiewedstrijden voor hij in 2011 door Arsenal werd overgenomen voor een transferbedrag rond de €1,2 miljoen.
Op 16 augustus 2011 debuteerde hij voor Arsenal in de Champions League tegen Udinese wegens een blessure bij Johan Djourou. Vier dagen later debuteerde hij in de competitie tegen Liverpool als basisspeler. Hij speelde ook de terugwedstrijd tegen Udinese en de uitwedstrijd bij Manchester United, die dramatisch verliep voor Arsenal: 8-2. Hij gaf weliswaar de assist aan Robin van Persie bij de tweede goal voor Arsenal, maar werd later van het veld gestuurd vanwege een overtreding op Javier Hernández. Vanwege de blessure van Bacary Sagna speelde hij nog meer wedstrijden, tot hij zelf geblesseerd raakte (stressfractuur in zijn onderrug) en drie maanden uit de roulatie was.
Hij maakte zijn rentree in het eerste elftal in de derby tegen Tottenham Hotspur op 26 februari. De wedstrijd werd met 5-2 gewonnen. Vanwege een nieuwe blessure bij Sagna (botbreuk in het been) speelde hij ook in de eerste vijf wedstrijden van het volgende seizoen. Op 19 december 2012 tekende hij samen met andere leden van de British Core van Arsenal (Alex Oxlade-Chamberlain, Kieran Gibbs, Jack Wilshere en Aaron Ramsey) een nieuw contract. Vanwege mindere prestaties van Sagna later dat jaar speelde hij onder meer de terugwedstrijd tegen Bayern München, waarin Arsenal bijna voor een stunt wist te zorgen door de latere finalist met 0-2 in eigen huis te verslaan. Vanwege de uitdoelpuntenregel ging de Duitse club toch naar de volgende ronde (1-3-verlies in Londen).

## Interlandcarrière
Jenkinson is zowel Engels als Fins jeugdinternational geweest. Op advies van Roy Hodgson koos hij later voor Engeland. Op 14 november 2012 debuteerde hij onder diens leiding als international voor Engeland, als invaller in een oefenwedstrijd tegen Zweden. Andere debutanten in die wedstrijd voor Engeland waren Steven Caulker, Ryan Shawcross, Leon Osman, Raheem Sterling en Wilfried Zaha.

## Erelijst
| FA Cup | 1x | 2013/14 |